# Rudolf Rocker
Pour les articles homonymes, voir Rocker.
Rudolf Rocker (né à Mayence, en Allemagne, le 25 mars 1873, mort à Mohegan, New York, États-Unis le 19 septembre 1958), intellectuel, historien, éditeur et écrivain, est une figure majeure du mouvement libertaire international, théoricien de l'anarcho-syndicalisme et du socialisme libertaire. 
Il est le conjoint de l'anarcho-syndicaliste et féministe Milly Witkop.
Ayant vécu à Paris dans les années 1890, puis à Londres des années 1900 à 1930 et à New York des années 1930 à 1950, il est issu d'une famille catholique allemande. Il devient le directeur du journal yiddishophone Germinal, et l'un des éditeurs et contributeurs les plus importants de la presse yiddish de Londres et du monde.

## Éléments biographiques

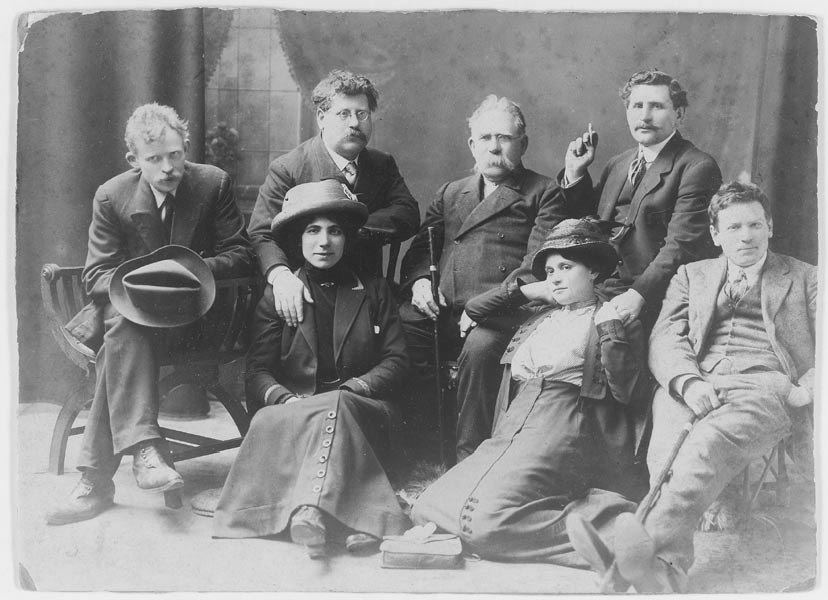
En 1912 à Londres (deuxième en haut en partant de la gauche).

Rudolph Rocker est né en Rhénanie, à Mayence, de parents ouvriers et catholiques. Orphelin  assez jeune, il fut admis dans un orphelinat catholique. À la fin de ses années d'apprentissage, il devint relieur et exerça en tant que compagnon itinérant pendant plusieurs années. 
Ses conceptions politiques évoluèrent vers l'anarchisme à partir de 1890, après avoir été socialiste puis adhérent au SPD, le Parti social démocrate allemand.

## Apports théoriques
Dans Nationalismus und Kultur il fait un tour complet de l'histoire de l'humanité à travers le prisme du nationalisme. Il prétend que le nationalisme limite le développement culturel dans le sens large : Jamais l'homme n'a été aussi créatif que dans les périodes de décadence des États et de la notion de nation. 
Nationalismus und Kultur est un ouvrage imposant qui invite le lecteur à revoir ses idées reçues sur énormément de domaines. Il termine le livre en tirant des conclusions pour l'avenir de l'Europe en prônant le fédéralisme. La tendance historique de la construction européenne à tendre vers le fédéralisme européen pourrait lui donner raison[citation nécessaire].
Bien que soulignant les aberrations du capitalisme, il maintient que ce dernier est de loin moins mauvais que le « communisme » essentiellement à cause de la perte de liberté que ce dernier provoque, et des coercitions qui en résultent.
Pour lui, « Alors que le socialisme libertaire ou anarchisme s’est rattaché à la doctrine libérale des traditions humanistes et a approfondi la question de la liberté jusqu’au bout, le socialisme autoritaire rappela à la vie des philosophies absolutistes auxquelles les révolutions des XVIIe et XVIIIe siècles avaient tordu le cou ». L’autoritarisme socialiste porte la lourde responsabilité d’avoir ouvert la voie « à la réaction nouvelle pour aboutir à l’État totalitaire ». Le rejet du capitalisme chez Rocker s’accompagne d’un regard très critique sur les formes dominantes de socialisme : « Ces deux extrêmes, l’impérialisme capitaliste avec la domination de ses cartels économiques et les courants socialistes avides de dictature, ont des points de contact communs ». Pour contrer le nationalisme et le totalitarisme, dont il déplore l’attraction sur les milieux ouvriers, un socialisme de la liberté est à réinventer.
Nationalismus und Kultur, achevé aux États-Unis, a été publié en anglais. Il existe également une édition en espagnol, en allemand et en français.

## Œuvres traduites en français
- La tragédie de l’Espagne. Analyse du conflit (1936-1938), éditions CNT-RP, 2016. Préface : Miguel Chueca. Traduction : Jacqueline Soubrier-Dumonteil.
- Théorie et pratique de l'anarchosyndicalisme, Aden, Bruxelles, 2011. Introduction et traduction par Normand Baillargeon, préface de Noam Chomsky.
- Les Soviets trahis par les bolcheviks (1921), éditions Spartacus, 1998.  (ISBN 2-902963-36-X)
- Nationalisme et culture (1937), éditions CNT-RP et éditions Libertaires, 2008.  (ISBN 9782914980692).
- De la doctrine à l'action. L'anarcho-syndicalisme des origines à nos jours (1938), éd. Atelier de création libertaire, 1995.  (ISBN 2-905691-48-4) (édition anglaise par AK Press en 2004 avec une préface de Noam Chomsky, texte original disponible en ligne).
- Max Nettlau - Une mémoire anarchiste (1946), Éditions du Monde libertaire, 2015, 360 p[2].